# سیمونتا سوماروگا
سیمونتا سوماروگا (انگلیسی: Simonetta Sommaruga؛ متولد ۱۴ مارس ۱۹۶۰) یک سیاستمدار سوئیسی از حزب سوسیال دموکرات سوئیس است که در حال حاضر عضو شورای فدرال سوئیس، دولت فدرال سوئیس و وزیر وزارت دادگستری و پلیس است. او در سال ۲۰۱۴ به عنوان معاون رئیس‌جمهور در کنفدراسیون سوئیس خدمت کرد و در سال ۲۰۱۵ نقش رئیس‌جمهور سوئیس را به عهده گرفت.
رئیس‌جمهور سوییس هر ساله توسط پارلمان این کشور از بین ۷ عضو کابینه دولت انتخاب می‌شود. سوماروگا در این رای‌گیری ۱۸۱ رای از ۲۱۰ رای را بدست آورد.